# 95-я гвардейская стрелковая дивизия
95-я гвардейская стрелковая Полтавская ордена Ленина Краснознамённая орденов Суворова и Богдана Хмельницкого дивизия — советская стрелковая дивизия времён Великой Отечественной войны.

## История
Преобразована за отличия в боях 4 мая 1943 из 226-й стрелковой дивизии 1-го формирования.
 В годы Великой Отечественной войны вела бои на Курской дуге, освобождала Левобережную Украину, Силезию и Чехословакию. Участвовала в Кировоградской, Уманско-Ботошанской, Львовско-Сандомирской, Нижнесилезской, Верхнесилезской, Берлинской и Пражской операциях.

## Боевой путь
После завершения боёв в Сталинграде вместе с другими соединениями армии выведена в Резерв Ставки ВГК. Летом 1943 принимала участие в Курской битве. В оборонительном сражении Воронежского фронта вела бои западнее Прохоровки, в ходе которых личный состав соединения действовал с большим мужеством.
В августе — сентябре 1943 дивизия участвовала в контрнаступлении сов. войск на белгородско-харьковском направлении и освобождении Левобережной Украины. За отличие в боях при освобождении г. Полтава ей было присвоено почётное наименование Полтавской (23 сент. 1943). В конце сентября дивизия вышла к р. Днепр и во взаимодействии с др. соединениями фронта освободила г. Кременчуг. С октября 1943 года вела наступательные бои на Правобережной Украине.
За образцовое выполнение боевых заданий командования и проявленные при этом личным составом доблесть и мужество была награждена орденом Красного Знамени (10 дек. 1943), а за отличие в боях в районе г. Ново-Украинка — орденом Богдана Хмельницкого 2-й степени (29 марта 1944). В ночь на 13 апр. 1944 дивизия с ходу форсировала р. Днестр и овладела плацдармом в районе Пугочень (южнее г. Григориополь).
В Львовско-Сандомирской наступательной операции она участвовала в разгроме мелецкой группировки противника и в боях за Сандомирский плацдарм.
Успешно действовала дивизия в 1945 году в боях по освобождению территории Польши от немецко-фашистских оккупантов. В Сандомирско-Силезской наступательной операции 12 января во взаимодействии с др. соединениями армии она прорвала подготовленную оборону противника в районе Ястшенбец, 14 января форсировала р. Нида около населённого пункта Пинчув, 16 января р. Пилица у г. Конецполь, 21 января освободила г. Крайцбург (Ключборек), а через день форсировала р. Одер (Одра).
В боях за г. Крайцбург разведчик 287-го гвардейского стрелкового полка (бывший 987-й полк) рядовой Н. И. Ригачин повторил подвиг Александра Матросова, грудью закрыв амбразуру вражеского огневого сооружения. Посмертно он был удостоен звания Героя Советского Союза.
Решительные и умелые действия частей дивизии в ходе Сандомирско-Силезской операции, доблесть её воинов, особенно при прорыве обороны противника с Сандомирского плацдарма, были отмечены награждением соединения орденом Ленина (19 февраля 1945 года).
В феврале — марте дивизия вела бои по окружению крупных сил противника в г. Бреслау и уничтожению его оппельнской группировки. В апреле — начале мая она участвовала в Берлинской наступательной операции.
За высокое боевое мастерство при прорыве нейсенского оборонительного рубежа была награждена орденом Суворова 2-й степени (28 мая 1945).
Свой боевой путь дивизия завершила в Пражской операции. За ратные подвиги в годы Великой Отечественной войны 14 тысяч воинов дивизии были награждены орденами и медалями, а 12 из них удостоены звания Героя Советского Союза.

## Состав
- Управление дивизии
- 427 артиллерийская бригада (вошла в состав в 1945) (гв. п-к Карпушко Ф. Ф.)
- 284 гвардейский стрелковый полк
- 287 гвардейский стрелковый полк
- 290 гвардейский стрелковый полк
- 233 гвардейский артиллерийский полк
- 103 отдельный гвардейский истребительно-противотанковый дивизион (гв. м-р Лавров А. В.)
- 99 отдельная гвардейская разведывательная рота (гв. л-т Зиза П. К.)
- 109 отдельный гвардейский сапёрный батальон (гв. к-н Заворотняк Н. Я.)
- 140 отдельный гвардейский батальон связи (до 5 ноября 1944 года — 19 отдельная гвардейская рота связи) (гв. к-н Руденко Н. С., гв. к-н Орленко Н. А.)
- 355 (104) медико-санитарный батальон (гв. к-н Сиверин В. Н.)
- 100 отдельная гвардейская рота химической защиты
- 375 (102) отдельная автотранспортная рота подвоза (гв. к-н Федчук Г. П,)
- 464 (96) полевая хлебопекарня (нач-к ст л-т Козбанов И. А.).
- 479 (97) дивизионный ветеринарный лазарет
- 986 полевая почтовая станция
- 1687 (833) полевая касса Государственного банка СССР (нач-к гв. м-р и/с Тартаковский И. Н.)
- музыкальный взвод
- дивизионная газета «За Победу»
- учебно-стрелковый батальон (гв. к-н Панфилов Н. В.)
- отдельный разведывательный кавалерийский эскадрон

Периоды вхождения в состав Действующей армии:
- 10 июля 1943 — 25 июня 1944
- 13 июля 1944 — 11 мая 1945[1]

## Награды
- 23 сентября 1943 года — почётное наименование «Полтавская» (23 сентября 1943 года)[2] — присвоено приказом Верховного Главнокомандующего за отличие в боях с немецкими захватчиками при освобождении города Полтавы;
- 10 декабря 1943 года —  Орден Красного знамени — награждена указом Президиума Верховного Совета СССР от 10 декабря 1943 года за образцовое выполнение боевых заданий командования на фронте борьбы с немецкими захватчиками (в наступательных боях на Правобережной Украине) и проявленные при этом доблесть и мужество;[3]
- 29 марта 1944 года —  Орден Богдана Хмельницкого II степени[4] — награждена указом Президиума Верховного Совета СССР от 29 марта 1944 года за образцовое выполнение заданий командования в боях за освобождение города Ново-Украинка и важного железнодорожного узла Помошная и проявленные при этом доблесть и мужество.[5]
- 19 февраля 1945 года —  Орден Ленина -награждена указом Президиума Верховного Совета СССР от 19 февраля 1945 года за образцовое выполнение заданий командования в боях при прорыве обороны немцев западнее Сандомира и проявленные при этом доблесть и мужество.[6]
- 28 мая 1945 года —  Орден Суворова II степени- — награждена указом Президиума Верховного Совета СССР от 28 мая 1945 года за образцовое выполнение заданий командования в боях при прорыве обороны немцев на реке Нейссе и овладении городами Котбус, Люббен,Цоссен, Беелитц, Лукенвальде, Тройенбритцен, Цана, Мариенфельде,Треббин, Рангсдорф, Дидерсдорф,Кельтов и проявленные при этом доблесть и мужество.[7]

Награды частей дивизии:
- 284 гвардейский стрелковый Ченстоховский[8] Краснознамённый[9] ордена Кутузова[10] полк (гв. п/п Проняев В. П.)
- 287 гвардейский стрелковый Силезский[11] ордена Александра Невского[10]полк (гв. п/п Ерёмин В. А,)
- 290 гвардейский стрелковый Висленский[12] Краснознамённый[13] полк (гв. п/п Спирин Н. Т,)
- 233 гвардейский артиллерийский Ченстоховский[8] Краснознамённый[14]полк (гв. п/п Билецкий П. П.)

## Командиры дивизии
- Никитченко, Николай Степанович (4 мая 1943 — 29 июня 1943), генерал-майор;
- Ляхов, Андрей Никитич (30 июня 1943 — 19 сентября 1943), полковник;
- Никитченко, Николай Степанович (20 сентября 1943 — 5 ноября 1943), генерал-майор;
- Олейников, Андрей Иванович (6 ноября 1943 — август 1946), полковник, с 17 января 1944 — генерал-майор;
- Золоточуб, Иван Иванович (5.1945), гвардии полковник;
- Панченко, Григорий Филиппович (август 1946 — апрель 1947), генерал-майор;
- Косолапов, Пётр Павлович (апрель 1947 — декабрь 1950), генерал-майор;
- Дука, Михаил Ильич (июль 1954 — сентябрь 1955), гвардии генерал-майор

## Отличившиеся воины
14 тысяч солдат награждены медалями и орденами, из них 13 удостоены звания Героя Советского Союза.
 Герои Советского Союза:
- Антонов, Антон Антонович — гвардии красноармеец, пулемётчик 290-го гвардейского стрелкового полка.
- Габдрахманов, Бари Галеевич — гвардии младший сержант, наводчик орудия 233-го гвардейского артиллерийского полка.
- Галецкий, Александр Демьянович — гвардии капитан, командир дивизиона 233-го гвардейского артиллерийского полка.
- Данилов, Андрей Борисович — гвардии сержант, командир орудия 233-го гвардейского артиллерийского полка.
- Джаркимбаев, Казак — гвардии младший сержант, наводчик орудия 287-го гвардейского стрелкового полка.
- Идрисов, Гилемхан Идрисович — гвардии старший сержант, командир орудия 290-го гвардейского стрелкового полка.
- Коробкин, Иван Петрович — гвардии капитан, командир дивизиона 233-го гвардейского артиллерийского полка.
- Павлов, Константин Матвеевич, гвардии старший сержант, командир орудия 233-го гвардейского артиллерийского полка.
- Ригачин, Николай Иванович, гвардии красноармеец, разведчик 287-го гвардейского стрелкового полка.
- Севрюков, Алексей Сидорович, гвардии старший сержант, командир орудия 290-го гвардейского стрелкового полка.
- Чиженков, Николай Николаевич, гвардии сержант, наводчик орудия 233-го гвардейского артиллерийского полка.
- Целых, Сергей Васильевич, гвардии капитан, заместитель командира батальона по политической части 290-го гвардейского стрелкового полка.
- Шпетный, Павел Иванович, гвардии старший лейтенант, командир взвода противотанковых ружей 284-го гвардейского стрелкового полка.

 Кавалеры ордена Славы трёх степеней.
- Беренко, Павел Григорьевич, гвардии старшина, командир орудийного расчёта 233 гвардейского артиллерийского полка.
- Кармазин, Александр Васильевич, гвардии старшина, помощник командира взвода 287 гвардейского стрелкового полка.
- Кохановский, Алексей Алексеевич, гвардии старший сержант, помощник командира взвода 1 стрелкового батальона 290 гвардейского стрелкового полка.
- Лучников, Иван Иванович, гвардии рядовой, сапёр 109 отдельного гвардейского сапёрного батальона.
- Рыжиков, Михаил Петрович, гвардии старший сержант, помощник командира взвода 284 гвардейского стрелкового полка.
- Степанов, Михаил Петрович, гвардии сержант, командир отделения 109 отдельного гвардейского сапёрного батальона.
- Ткаченко, Александр Платонович, гвардии ефрейтор, наводчик станкового пулемёта 290 гвардейского стрелкового полка.